# Марсель Далио
Марсель Далио (настоящее имя Израиль Мойше Блаушильд; 23 ноября 1899, V округ Парижа — 15 ноября 1983, XVI округ Парижа) — французский киноактёр. Преимущественно играл роли второго плана, однако в 1930-е годы был в числе исполнителей главных ролей в таких фильмах, как «Великая иллюзия» и «Правила игры» Жана Ренуара.

## Биография
Родился в семье еврейских эмигрантов. В 1920-е годы выступал в кабаре, в 1931 году пришёл в кинематограф. Сотрудничал с такими режиссёрами, как Жюльен Дювивье и Жан Ренуар, который дал ему сыграть роль Розенталя в фильме «Великая иллюзия» и одну из главных ролей в «Правилах игры» — Робера де Ла Шене. С 1936 по 1939 год был женат на актрисе Жани Ольт.
Во время Второй мировой войны покинул Францию, играл небольшие роли в голливудских фильмах, не имея особого успеха. После войны вернулся во Францию, однако в 1955 году снова уехал в США. Снимался в нескольких сериалах, появлялся в ролях второго плана и эпизодах в ряде фильмов, в том числе в роли сеньора Паравидео в комедии «Как украсть миллион». Похоронен на парижском кладбище Баньё.

## Фильмография
| Год  |   | Русское название                   | Оригинальное название              | Роль                                                         |
| ---- | - | ---------------------------------- | ---------------------------------- | ------------------------------------------------------------ |
| 1934 | ф | Дела общественные                  | Les affaires publiques             | спикер / скульптор / капитан пожарных / адмирал              |
| 1937 | ф | Пепе ле Моко                       | Pépé le Moko                       | Л’Арби                                                       |
| 1937 | ф | Великая иллюзия                    | La grande illusion                 | лейтенант Розенталь                                          |
| 1938 | ф | Мальтийский дом                    | La maison du Maltais               | Маттео Гордина, мальтийский поэт и бродяга                   |
| 1939 | ф | Правила игры                       | La règle du jeu                    | Робер де ла Шене                                             |
| 1942 | ф | Касабланка                         | Casablanca                         | Эмиль, крупье (нет в титрах)                                 |
| 1944 | ф | Иметь и не иметь                   | To Have and Have Not               | Жерар (Френчи)                                               |
| 1945 | ф | Колокол Адано                      | A Bell for Adano                   | Зито                                                         |
| 1947 | ф | Проклятые                          | Les Maudits                        | Ларга                                                        |
| 1947 | ф | Гавань искушения                   | Temptation Harbour                 | Дюпре                                                        |
| 1952 | ф | Счастливое время                   | The Happy Time                     | Гранпер Боннар                                               |
| 1953 | ф | Джентльмены предпочитают блондинок | Gentlemen Prefer Blondes           | Магистрат                                                    |
| 1954 | ф | Сабрина                            | Sabrina                            | барон Сен-Фонтанель                                          |
| 1955 | ф | Облава на торговцев наркотиками    | Razzia sur la chnouf               | Поль Лиски, начальник отдела полиции по борьбе с наркотиками |
| 1957 | ф | Ставка на мёртвого жокея           | Tip on a Dead Jockey               | Тото дель Аро                                                |
| 1959 | ф | Интимный разговор                  | Pillow Talk                        | господин Пьеро                                               |
| 1960 | ф | Взвесь весь риск                   | Classe tous risques                | Артур Гибелин                                                |
| 1960 | ф | Нескончаемая песня                 | Song Without End                   | Шелар                                                        |
| 1962 | ф | Картуш                             | Cartouche                          | Малишо                                                       |
| 1962 | ф | Дьявол и десять заповедей          | Le diable et les dix commandements | ювелир                                                       |
| 1963 | ф | Список Эдриана Мессенджера         | The List of Adrian Messenger       | Макс Каруджан                                                |
| 1963 | ф | Риф Донована                       | Donovan's Reef                     | отец Клюзо                                                   |
| 1965 | ф | Леди Л.                            | Lady L                             | подрывник                                                    |
| 1966 | ф | Как украсть миллион                | How to Steal a Million             | сеньор Паравидео                                             |
| 1970 | ф | Уловка-22                          | Catch-22                           | старик в борделе                                             |
| 1973 | ф | Приключения раввина Якова          | Les aventures de Rabbi Jacob       | раввин Яков                                                  |
| 1976 | ф | Крылышко или ножка                 | L'aile ou la cuisse                | портной                                                      |